# Моргинське сільське поселення
Мо́ргинське сільське поселення (рос. Моргинское сельское поселение) — муніципальне утворення у складі Дубьонського району Мордовії, Росія. Адміністративний центр та єдиний населений пункт — село Морга.

## Населення
Населення — 372 особи (2019, 513 у 2010, 601 у 2002).